# Cystidia postmaculata
Cystidia postmaculata là một loài bướm đêm trong họ Geometridae.